# Kozacy: Sztuka wojny
Kozacy: Sztuka wojny (Cossacks: The Art of War) – pierwszy dodatek, wymagający podstawowej wersji gry – Kozacy: Europejskie Boje. Podobnie jak w podstawowej grze, rozgrywka jest osadzona w XVII i XVIII wieku. Limit 8000 jednostek na gracza został zniesiony, przez co można tworzyć znacznie większe armie. W Kozacy: Sztuka Wojny dodają 5 nowych kampanii, 2 nowe nacje, edytor map i nowy rozmiar mapy (16 razy większy od standardowego) oraz nowe elementy ukształtowania terenu. Dwie nowe nacje to Bawaria i Dania. Obie posiadają bardzo silne, tanie jednostki, przez co często są używane przez początkujących graczy w rozgrywce internetowej.

## Nacje
- Bawaria – Bawarczycy są pierwszą z dwóch nowych nacji wprowadzonych w Sztuce Wojny. Jej jednostką specjalną jest XVIII-wieczny muszkieter, który po przeprowadzeniu kompletu ulepszeń zadaje aż 106 punktów obrażeń jednym strzałem, który ma zresztą większą donośność (jednak nie tak dużą jak w przypadku serdiuków czy saksońskich muszkieterów). Przy tym jego cena jest niewiele większa od standardowej, a tempo szkolenia jest tylko o połowę dłuższe niż u standardowego muszkietera. Za słabość można policzyć natomiast bagnet, który po przeprowadzeniu w optymalny sposób wszystkich ulepszeń zadaje nieco ponad 30 obrażeń, co w zestawieniu z typowymi 60-70 punktami obrażeń jest wartością niską[1].

- Dania – Podobnie jak w przypadku Bawarii, jednostką specjalną jest tutaj XVIII-wieczny muszkieter. Po komplecie ulepszeń zadaje on 116 punktów obrażeń jednym strzałem, co jest absolutnym rekordem wśród piechoty. Jego bagnet ma standardowe parametry, co uniemożliwia szybką szarżę kawalerii. Do tego duńscy muszkieterzy mogą spokojnie ścigać się z grenadierami o to, kto szybciej zniszczy bazę przeciwnika. Ostatnie ulepszenie ataku zamiast zwiększać siłę bagnetu, uzbraja muszkieterów w granaty, co czyni z nich jednostkę wszechstronną i bez trudu radzącą sobie z każdą sytuacją[1].